# Dale Hawkins
Dale Hawkins, all'anagrafe Delmar Allen Hawkins (Goldmine, 22 agosto 1936 – Little Rock, 13 febbraio 2010), è stato un cantautore statunitense.
È considerato tra i fondatori del genere swamp rock e conosciuto per avere scritto il brano Susie Q portato al successo da numerosi artisti.
Inizia presto a suonare nei locali di Shreveport. Ispirandosi alla già famoso Elvis Presley e al chitarrismo di Scotty Moore, coniuga il rock and roll con il blues più duro pubblica i primi dischi con la Chess Records.
Nel 1957, con la collaborazione di James Burton alle musiche, pubblica il suo più grande successo: il brano Suzie Q, con cui crea un vero e proprio sottogenere, lo swamp rock, poi portato al successo dai Creedence Clearwater Revival. Il brano fa parte dei 500 brani nella Rock and Roll Hall of Fame che hanno contribuito a formare il rock and roll.
La sua carriera proseguì prima come musicista e poi come produttore discografico (Unique, Five Americans). Nel 1999 pubblicò un suo nuovo album dopo 30 anni, intitolato "Wildcat Tamer".

## Discografia

### Album
- 1958 - Oh! Suzy-Q (Chess, LP 1429)
- 1962 - Let's All Twist at the Miami Beach Peppermint Lounge (Roulette, R 25175; live pubblicato con la denominazione Dale Hawkins And His Escapades)
- 1969 - LA, Memphis & Tyler, Texas (Bell Records, BELL 6036)
- 1997 - Daredevil (Norton Records, ED 256)
- 1999 - Wildcat Tamer (Mystic Music & Entertainment, 54322-2)
- 2007 - Back Down to Louisiana (Plumtone Music, PL 601)

### Singoli
- 1956 - See You Soon Baboon/Four Letter Word (Checker Records, 843)
- 1957 - Susie Q/Don't Treat Me This Way (Checker Records, 863)
- 1957 - Baby, Baby/Mrs. Merguitory's Daughter (Checker Records, 876)
- 1958 - Tornado/Little Pig (Checker Records, 892)
- 1958 - La-Do-Dada/Cross-Ties (Checker Records, 900)
- 1958 - My Babe/A House, A Car And A Wedding Ring (Checker Records, 906)
- 1958 - Someday One Day/Take My Heart (Checker Records, 913)
- 1958 - Yea-Yea/Lonely Nights (Checker Records, 916)
- 1959 - Ain't That Lovin' You Baby/My Dream (Checker Records, 923)
- 1959 - Our Turn/Lifeguard Man (Checker Records, 929)
- 1959 - Liza Jane/Back To School (Checker Records, 934)
- 1959 - Hot Dog/Don't Break Your Promise To Me (Checker Records, 940)
- 1960 - Poor Little Rhode Island/Every Little Girl (Checker Records, 944)
- 1960 - Linda/Who (Checker Records, 962)